# Jim Jones (rapero)
Joseph Guillermo Jones II (Harlem, Nueva York, 15 de julio de 1976), conocido por su nombre artístico Jim Jones, es un rapero, productor discográfico y actor estadounidense. También es el cofundador de Diplomat Records.

## Orígenes y comienzos
Jones fue conocido por formar parte del popular grupo The Diplomats, también conocido como Dipset. Cam'ron, Juelz Santana, Hell Rell, J.R. Writer, 40 Cal, Jha Jha y el encarcelado Freekey Zeekey, son el resto de componentes de Dipset, como también es llamado el grupo. Su madre es afro-arubeña y su padre puertorriqueño, pero él nació en el Harlem, donde residían en unas viviendas de protección, aunque de joven andaba a caballo entre el Bronx y Harlem. Cuando Jones acudía al instituto, conoció a Cam'ron, por aquel entonces, aspirante a rapero. Grabó mucho material con los Diplomats, pero parte de su música procedía de su pasado en las calles. Recientemente ha formado su propio sello, Byrd Gang Records.
jim jones  priority

## Carrera musical
En abril de 2004, Jones y Cam'ron fundaron Sizzurp, una marca de licores. Jones también trabajó para sacar su álbum de debut, The Diplomats Presents Jim Jones: On My Way To Church, publicado en agosto de 2004. El álbum contaba con el hit Certified Gangstas (sample de Eazy-E), donde participaron Cam'ron y The Game. Jones también provocó una polémica cuando afirmó en una emisora de radio de Nueva York que odiaba a su antiguo amigo Mase, que hizo previamente algunos comentarios sobre Cam'ron y Jones, que este último afirmó que fueron inciertos.
En 2005, presentó su segundo trabajo, Harlem: The Diary of a Summer. El álbum debutó en la Billboard 200 en el #5, siendo #1 en Top Rap Albums, Top R&B/Hip-Hop Albums y Top Independent Albums. Sus singles fueron "Baby Girl" y Summer Wit' Miami" con Trey Songz. Contando también con las apariciones de Max B, Denise Weeks, Juelz Santana, J.R. Writer, Latif, Hell Rell, T.K., P. Diddy, Paul Wall, Jha Jha, Cardan, Hussein Fatal y 40 Cal.
Es el 2006 el año en el que sale a la luz su mayor éxito hasta el momento, Hustler's P.O.M.E. (Product Of My Environment), y su sencillo "We Fly High", posteriormente "We Fly High Remix" en el que colaboran Diddy, T.I., Young Dro, Birdman, y Juelz Santana (solo en video del remix, no en la versión verdadera). Otros de los sencillos fueron "Reppin' Time" ("We fly High/Reppin' Time") y "Emotionless/So Harlem". El álbum vendió 106.000 copias en su primera semana, debutó en el sexto puesto de la Billdoard 200, y ha alcanzado la cifra de 739.000 copias vendidas a nivel mundial. Además incluye colaboraciones de Max B, Cam'ron, Jha Jha, Princess, Lil Wayne, Stack Bundles, Rell, Hell Rell, Chink Santana, Dr. Ben Chavis & NOE. Tal ha sido el éxito del álbum que Koch Records lo relanzó el 28 de agosto de 2007, haciendo un "Deluxe Edition" de 2 CD y tracks inéditos como "Lookin' At The Game".
Año 2008, sale a la venta una nueva Mixtape official de Capo, Harlem's American Gangster. Más tarde tras ser re-maxterizada e incluir nuevos remixes en ella se presenta como nuevo álbum, contando con colaboraciones de Oshy, NOE, Cobe, Mel Matrix, Haruomi Hosono, Stack Bundles (Rest In Peace) y Rell . El primer sencillo fue "Love Me No More BW ByrdGang Money".
Ya el 24 de marzo de 2009 sale a la venta su cuarto disco, Pray IV Reign, tras tres años de parón Jones vuelve al panorama musical con un disco en el que colabora gente como Ludacris, Lil' Wayne y Twista. Han salido tres singles para el álbum, el más destacado Pop Champagne con Ron Browz y Juelz Santana.

## Discografía
| Año  | Título                                                                | Posición | Posición | Posición |
| Año  | Título                                                                | U.S.     | U.S. R&B | U.S. Rap |
| ---- | --------------------------------------------------------------------- | -------- | -------- | -------- |
| 2004 | On My Way to Church - Productora: Diplomat/Koch                       | 18       | 4        | 3        |
| 2005 | Harlem: Diary of a Summer - Productora: Diplomat/Koch                 | 5        | 1        | 1        |
| 2006 | Hustler's P.O.M.E. (Product of My Environment) - Label: Diplomat/Koch | 6        | 1        | 1        |
| 2009 | Pray IV Reign - Label: Diplomat/Columbia/E1 Music                     | 9        | 2        | 1        |

## Singles
| Año  | Canción                                                              | Posición     | Posición | Posición | Álbum                                          |
| Año  | Canción                                                              | U.S. Hot 100 | U.S. R&B | U.S. Rap | Álbum                                          |
| ---- | -------------------------------------------------------------------- | ------------ | -------- | -------- | ---------------------------------------------- |
| 2004 | "Certified Gangstas" (featuring The Game, Cam'ron & Jay Bezel)       | -            | 80       | -        | On My Way to Church                            |
| 2004 | "Crunk Muzik" (featuring Juelz Santana & Cam'ron)                    | -            | 84       | -        | On My Way to Church                            |
| 2005 | "Baby Girl" (featuring Max B)                                        | -            | 58       | -        | Harlem: Diary of a Summer                      |
| 2005 | "Summer Wit Miami " (featuring Trey Songz)                           | -            | 78       | -        | Harlem: Diary of a Summer                      |
| 2005 | "What You Been Drankin On" (featuring P. Diddy, Paul Wall & Jha Jha) | -            | 106      | -        | Harlem: Diary of a Summer                      |
| 2006 | "We Fly High"                                                        | 5            | 4        | 1        | Hustler's P.O.M.E. (Product of My Environment) |
| 2007 | "Emotionless" (featuring Juelz Santana)                              | -            | 91       | -        | Hustler's P.O.M.E. (Product of My Environment) |
| 2008 | "Love Me No More" (featuring Cobe)                                   | -            | 103      | -        | Harlem's American Gangster                     |
| 2008 | "The Good Stuff" (featuring NOE)                                     | -            | 103      | -        | Desconocido                                    |
| 2008 | "Pop Champagne" (con Ron Browz featuring Juelz Santana)              | 22           | 3        | 3        | Pray IV Reign                                  |
| 2009 | "Na Na Nana Na Na" (featuring Bree-Beauty)                           | -            | 75       | -        | Pray IV Reign                                  |
| 2009 | "Blow the Bank" (featuring Oshy & Starr)                             | -            | -        | -        | Pray IV Reign                                  |

### Como colaborador
| Año  | Canción                                                                            | U.S. Hot 100 | U.S. R&B | U.S. Rap | Álbum                                |
| ---- | ---------------------------------------------------------------------------------- | ------------ | -------- | -------- | ------------------------------------ |
| 2006 | "I Love You" (Cheri Dennis featuring Jim Jones & Yung Joc)                         | -            | 38       | -        | In and Out of Love                   |
| 2007 | "Sexy Lady (Remix)" (Yung Berg featuring Junior, Jim Jones, & Rich Boy)            | 18           | 16       | 6        | Almost Famous EP                     |
| 2007 | "Sticky Icky" (Pitbull featuring Jim Jones)                                        | -            | -        | -        | The Boatlift                         |
| 2007 | "I Get Money" (Lil Flip featuring Jim Jones)                                       | -            | -        | -        | I Need Mine                          |
| 2007 | "Now I Can Do That" (Bake Up Boyz featuring Jim Jones)                             | -            | 108      | -        | Fresh out da Kitchen                 |
| 2008 | "Foolish (Remix)" (Shawty Lo featuring DJ Khaled, Birdman, Rick Ross, & Jim Jones) | 102          | 29       | 13       | Units in the City                    |
| 2008 | "To All My Hustlers" (Chain Gang Parolees featuring Jim Jones)                     | -            | 105      | -        | The Game                             |
| 2008 | "That's Right" (Three 6 Mafia featuring Akon & Jim Jones)                          | -            | 97       | -        | Last 2 Walk                          |
| 2009 | "My Swagg" (Big Chief featuring Jim Jones)                                         | -            | 84       | -        | My Swagg (The Eat Greedy EP, Vol. 1) |
| 2009 | "Wut You Talkin Bout" (Hussein Fatal featuring Jim Jones)                          | -            | -        | -        | Born Legendary                       |
| 2009 | "I Love Her" (Marques Houston featuring Jim Jones)                                 | -            | 85       | -        | Mr. Houston                          |